# Шелл, Дороти
До́роти Шелл (англ. Dorothy Shell) — английская кёрлингистка.
В составе женской сборной Англии участница первого чемпионата мира 1979 (заняли одиннадцатое место) и трёх чемпионатов Европы (лучший результат — пятое место в 1977). Трёхкратная чемпионка Англии среди женщин.
Играла на позициях первого и второго.

## Достижения
- Чемпионат Англии по кёрлингу среди женщин: золото (1976, 1979, 1985).

## Команды
| Сезон   | Четвёртый        | Третий     | Второй           | Первый        | Турниры                       |
| ------- | ---------------- | ---------- | ---------------- | ------------- | ----------------------------- |
| 1975—76 | Джанет Форрест   | Энид Логан | Мэри Эйтчисон    | Дороти Шелл   | ЧАЖ 1976                      |
| 1977—78 | Джанет Форрест   | Энид Логан | Мэри Эйтчисон    | Дороти Шелл   | ЧЕ 1977 (5 место)             |
| 1978—79 | Джанет Форрест   | Энид Логан | Мэри Эйтчисон    | Дороти Шелл   | ЧАЖ 1979 · ЧМ 1979 (11 место) |
| 1979—80 | Джанет Форрест   | Энид Логан | Дороти Шелл      | Мэри Эйтчисон | ЧЕ 1979 (9 место)             |
| 1984—85 | Margaret Maxwell | Энид Логан | Caroline Cumming | Дороти Шелл   | ЧАЖ 1985                      |
| 1985—86 | Margaret Maxwell | Энид Логан | Caroline Cumming | Дороти Шелл   | ЧЕ 1985 (13 место)            |

(скипы выделены полужирным шрифтом)